# Hue and Cry (musikgrupp)
Hue and Cry är en skotsk blue-eyed soul och sophistipop-grupp bildad 1983 av bröderna Pat och Greg Kane. Gruppen hade framgångar i slutet av 1980-talet och fick sin största hit på UK Singles Chart 1987 med låten Labour of Love.

## Diskografi
Album
- Seduced and Abandoned (1987)
- Remote (1988)
- Bitter Suite (1989)
- Stars Crash Down (1991)
- Truth And Love (1992)
- Labours of Love – The Best of Hue and Cry (1993)
- Showtime! (1994)
- The Best of Hue and Cry (1995)
- Piano & Voice (1995)
- JazzNotJazz (1996)
- Stranger Things Have Happened (as "The Prodigal Sons") (1996)
- Next Move (1999)
- Live '99 (1999)
- Open Soul (2008)
- The Collection (2009)
- Xmasday (2009)
- Bitter Sweet, Again (2010)
- Hot Wire (2012)
- A's & B's (2012)

## Källa
Hue and Cry Allmusic.com